# Tête-de-feu pelucheux
Metopothrix aurantiaca
Genre
Espèce
Statut de conservation UICN

 LC  : Préoccupation mineure
Le Tête-de-feu pelucheux (Metopothrix aurantiaca) est une espèce de passereaux, de la famille des Furnariidae, que l'on trouve en Bolivie, au Brésil, en Colombie, en Équateur et au Pérou. C'est la seule espèce du genre Metopothrix.

## Habitat
Son habitat est les forêts humides tropicales ou subtropicales et les forêts primaires fortement dégradées.

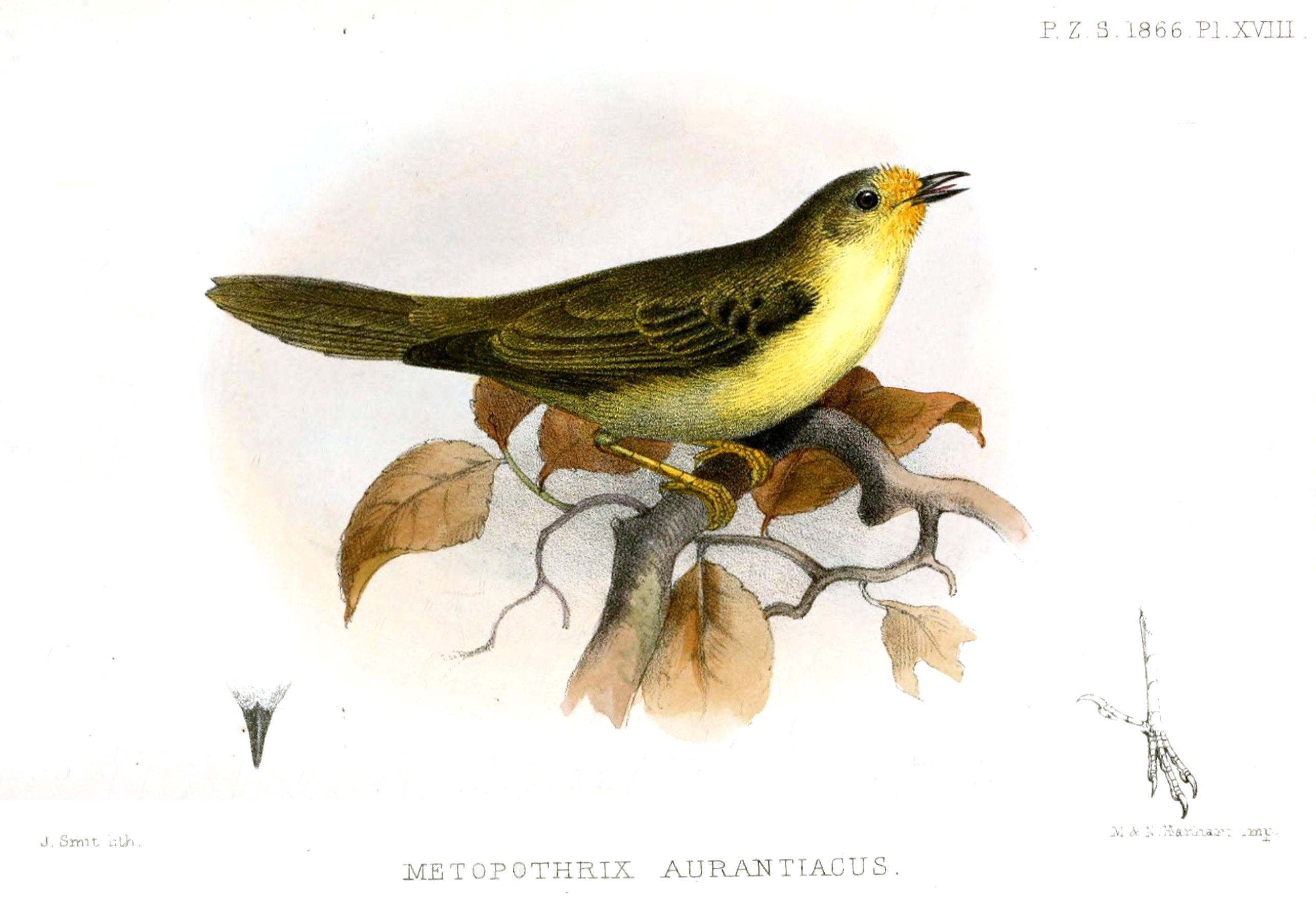